# Palazzo Acciajuoli

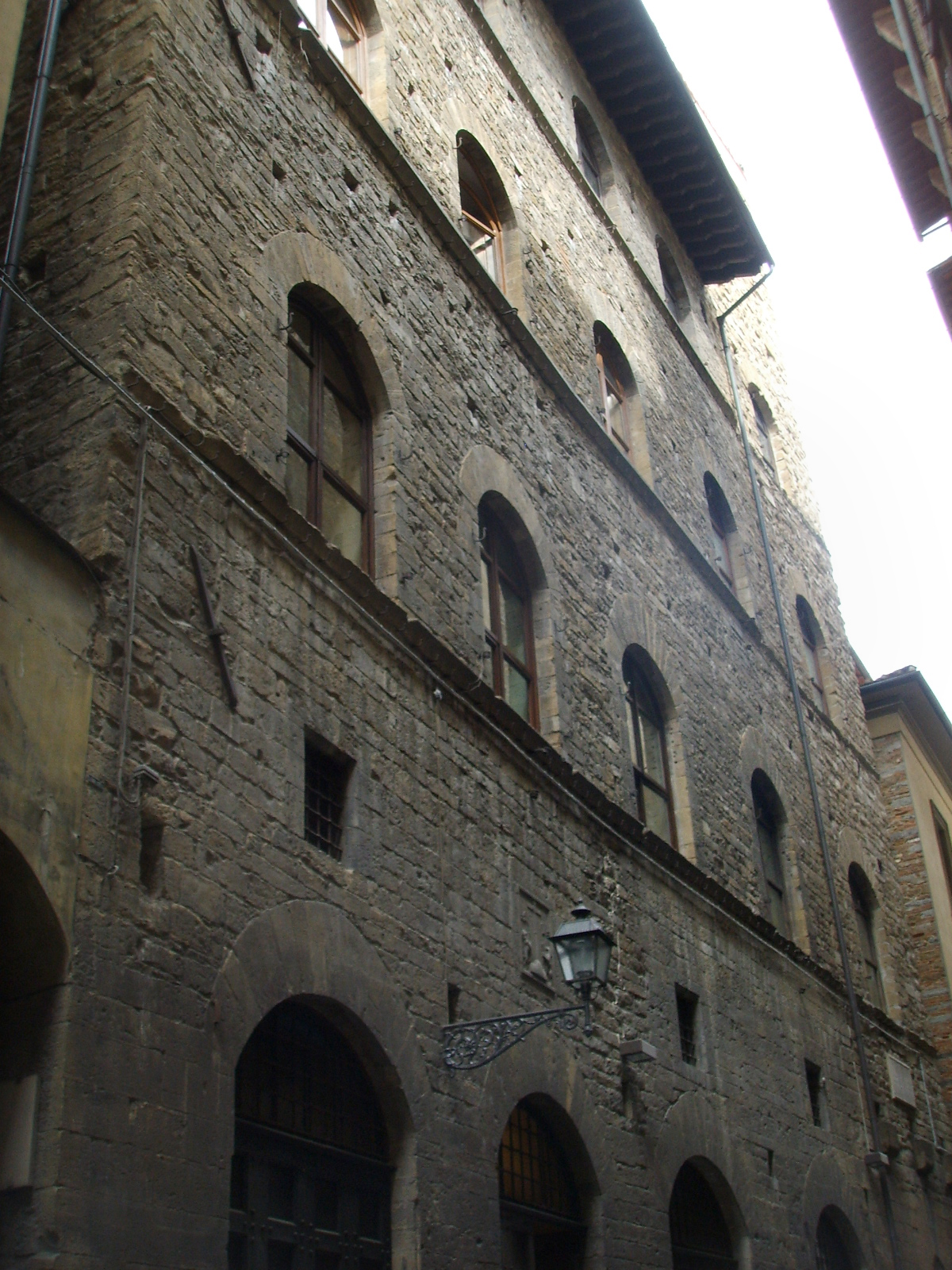
A fachada do Palazzo Acciajuoli.

O Palazzo Acciajuoli, também chamado de Palazzo del Gran Siniscalco devido ao título do seu fundador, é um palácio italiano que se encontra no Borgo Santi Apostoli, artéria do centro histórico de Florença. Incorpora a mais antiga Torre degli Acciajuoli, antes Torre dei Buondelmonti, situada na esquina do Chiasso delle Misure. Actualmente está ali instalado um hotel.

## A torre
Construída pelos Buondelmonti por volta de 1280, pertenceu a Niccolò Acciajuoli, Grande Senescal do Reino de Nápoles, que a incluiu no seu palácio em 1341, tornando-se num dos edifícios mais antigos possuídos pela poderosa família florentina dos Acciajuoli.
Em 1864 e em 1920, a torre foi objecto de restauros que privilegiaram os componentes medievais e que lhe determinaram o aspecto moderno.
A torre encontra-se entre as mais altas de Florença: estreita e revestida pelo típico filaretto de pedra, tem uma porta encimada por uma arquitrave monolítica sobre duas prateleiras moldadas. Sobre esta entrada, abre-se uma arquivolta com um arco quebrado.

## O palácio
O palácio é construído em pedra com grandes blocos regulares no piso térreo e filaretto de pedra nos pisos superiores. Tem o aspecto duma fortaleza, bastante austero, e recorda o Bargello. Três ordens de janelas com arco, sublinhadas por cornijas marca-piso, definem a fachada, que na época devia estar entre as mais majestosas da cidade.
Na fachada também se encontar o brasão dos cartuxos de Niccolò Acciajuoli, que apresenta dois leões que carregam bandeiras com lírios; no centro, a cruz do Calvário e a expressão Certosa (cartuxa) a recordar a fundação da Cartuxa de Florença, pela iniciativa do próprio Acciajuoli, que doou este mesmo palácio para uso dos cartuxos.
Na fachada, também está pousada uma lápide, datada de 1930, com uma parte em italiano que recorda a família Acciajuoli e uma outra em latim que descreve a posição do palácio, como está escrito no Arquivo Florentino da "Carte della Certosa". 
No interior corre uma escada em madeira à qual se acede ao palácio. No topo encontram-se dois terraços panorâmicos em níveis diferentes.
Com a morte de Niccolò, o palácio passou para os monges da Cartuxa, que mantiveram a sua posse até à supressão das ordens monásticas no início do século XIX. Então, foi colocado à venda e passou por diversas mãos, sendo as últimas as dos Burresi Pettini, que ainda o detêm e o usam em parte para uma actividade hoteleira.

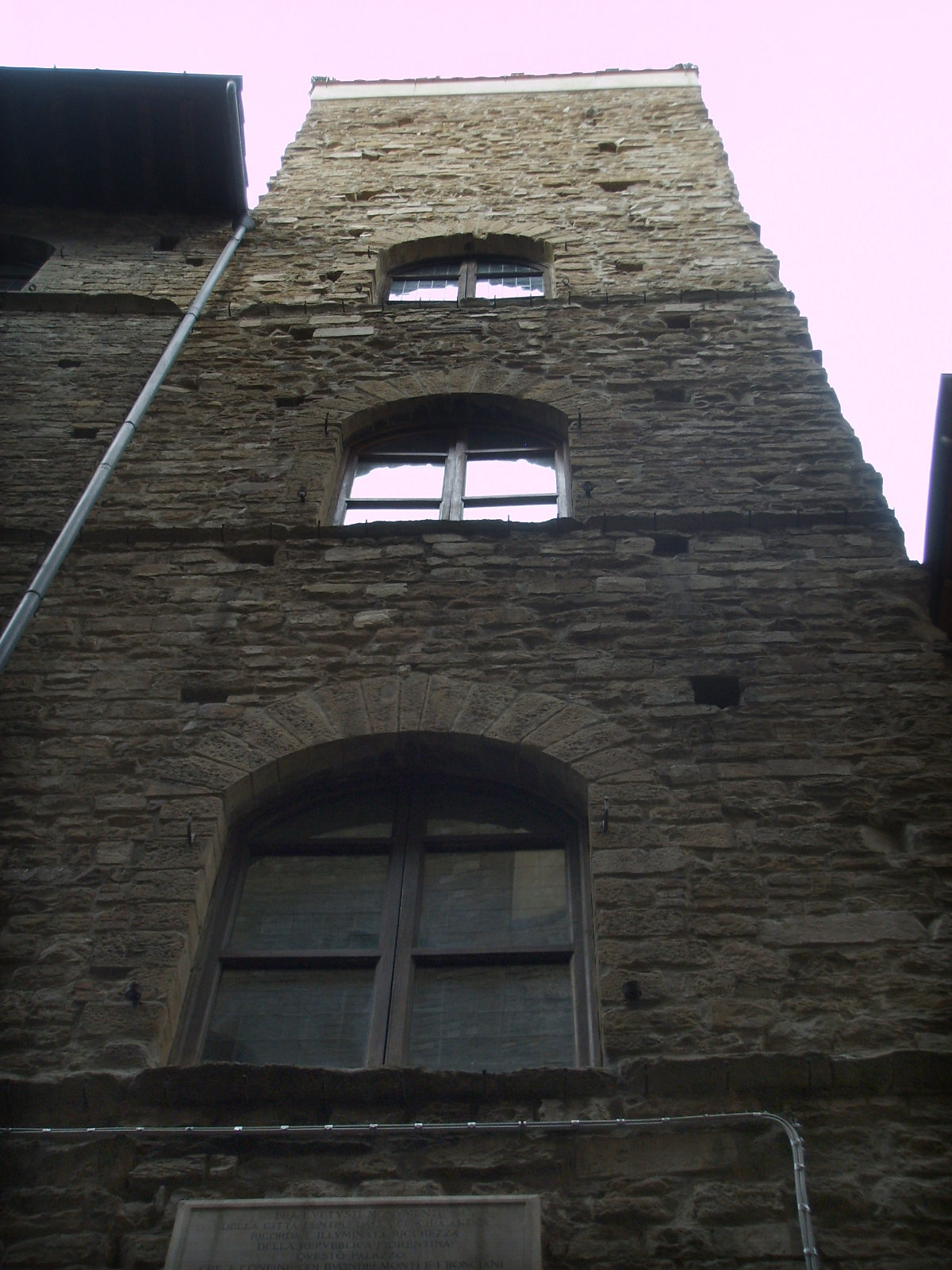
A Torre dos Acciajuoli-Buondelmonti
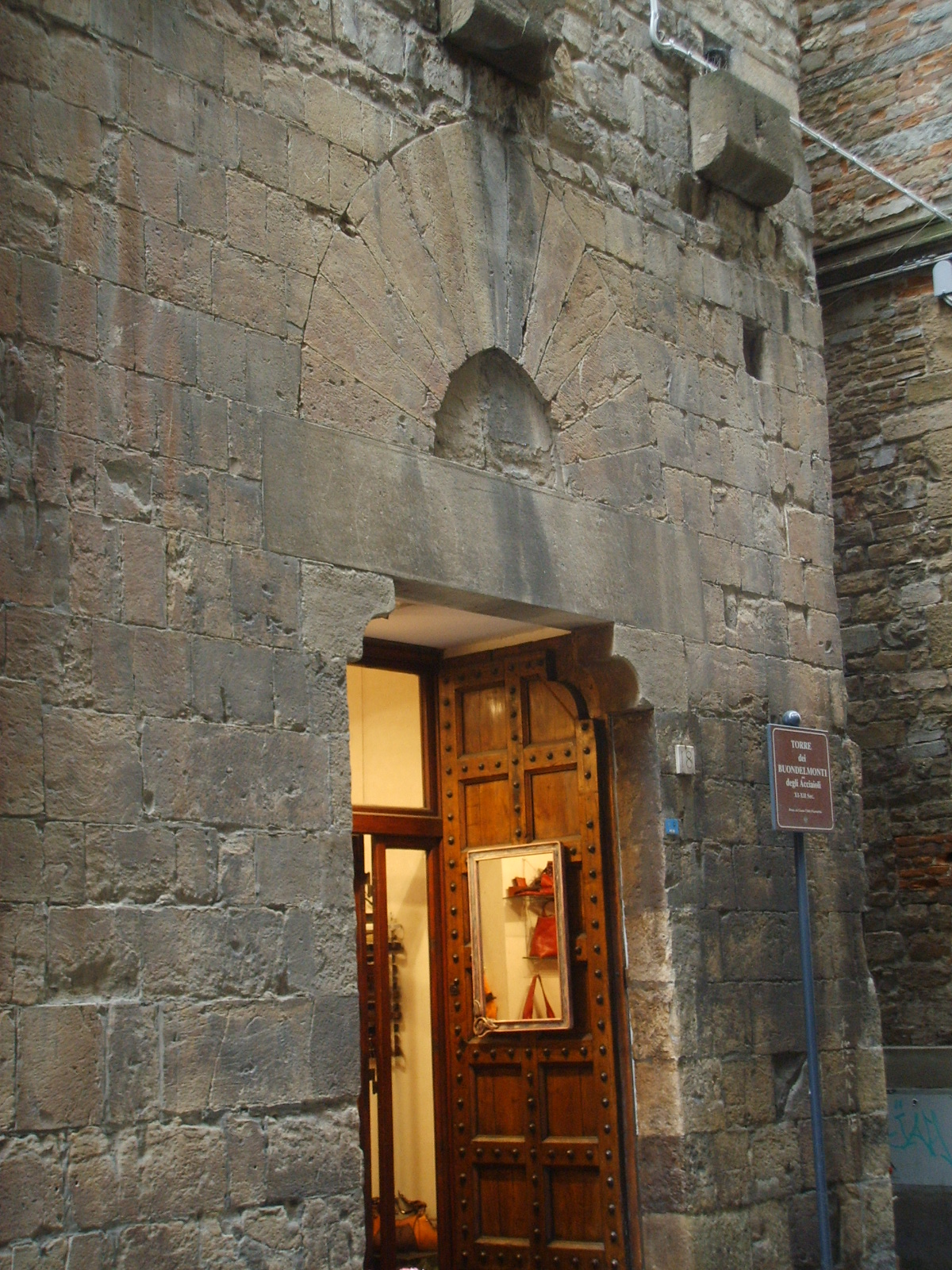
O portal
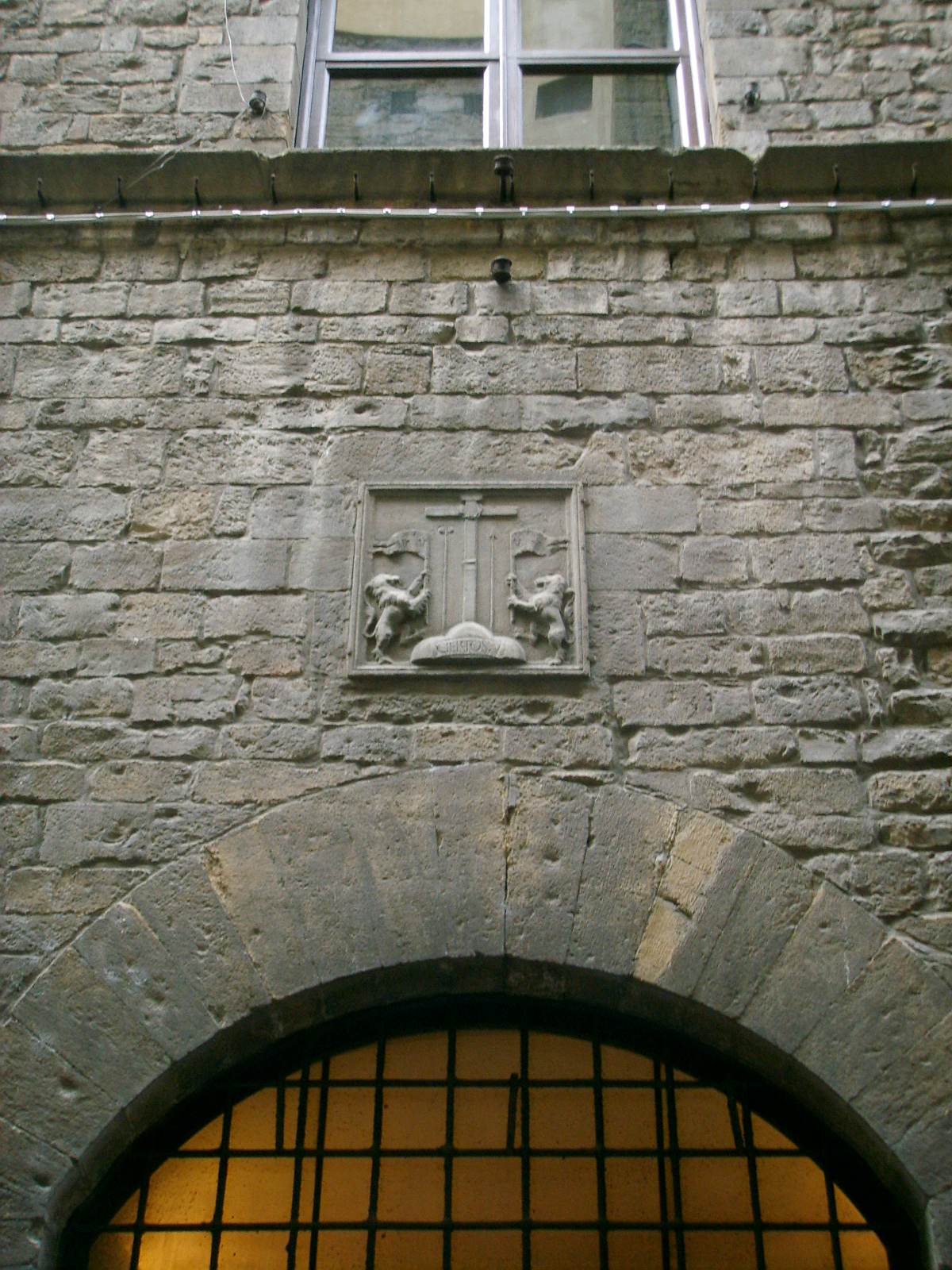
Lápide da Cartuxa